# Centrorhynchus petrochenkoi
Centrorhynchus petrochenkoi är en hakmaskart som beskrevs av Kuraschvilli 1955. Centrorhynchus petrochenkoi ingår i släktet Centrorhynchus och familjen Centrorhynchidae. Inga underarter finns listade i Catalogue of Life.